# ディボース・ショウ
『ディボース・ショウ』（原題: Intolerable Cruelty）は、2003年製作のアメリカ映画。コーエン兄弟によるコメディ映画。

## 概要
離婚訴訟専門の辣腕弁護士をジョージ・クルーニー、婚前契約を利用して富豪の財産をむしりとろうとする悪女をキャサリン・ゼタ＝ジョーンズがそれぞれ演じている。ハリウッドを代表するトップスターたちが出演しているが、ありきたりなロマンティック・コメディに終わらずコーエン兄弟らしいブラックユーモアがふんだんに盛り込まれている。彼らハリウッドスターの存在のみならず、製作に『アポロ13』や『ビューティフル・マインド』といったブロックバスターで知られるブライアン・グレイザーを迎え、更に他人の原作付きの映画を初めて撮ったという点でコーエン兄弟のキャリアにおいて異色の作品となった。また、フランシス・マクドーマンドやジョン・グッドマンといったコーエン兄弟制作映画の常連俳優たちが殆ど出演していないのも特徴。
映画は2003年10月10日に全米公開。アメリカとカナダで約3500万ドル、それ以外で約8400万ドルの興行収入を挙げた。

## ストーリー
ロサンゼルスに拠点を構える離婚訴訟専門の辣腕弁護士マイルスディボース・ショウ (2003) - シネマトゥデイ。彼はその卓越した法廷戦術と欠落した倫理観で成功を収めていた。ある日、いつものようにマイルスは裕福な不動産業者の離婚訴訟を担当する。圧倒的不利に見えた裁判も、マイルスの詐略によって彼の完勝に終わる。
だが、それに対して納得できないのがマイルスに嵌められた不動産業者の元妻マリリン。リベンジに燃える彼女は、新たに石油王と結婚して彼の財産をむしりとろうと画策する。

## キャスト
| 役名                 | 俳優                             | 日本語吹替 |
| -------------------- | -------------------------------- | ---------- |
| マイルス             | ジョージ・クルーニー             | 小山力也   |
| マリリン             | キャサリン・ゼタ＝ジョーンズ     | 那須佐代子 |
| ドノヴァン・ドナリー | ジェフリー・ラッシュ             | 立川三貴   |
| ガス・ペッチ         | セドリック・ジ・エンターテイナー | 岩崎ひろし |
| レックス・レクスロス | エドワード・ハーマン             | 佐々木敏   |
| リグレー             | ポール・アデルスタイン           | 飛田展男   |
| フレディ・ベンダー   | リチャード・ジェンキンス         |            |
| 殺し屋ジョー         | アーウィン・キーズ               |            |
| ハワード・D・ドイル  | ビリー・ボブ・ソーントン         | 原康義     |

- その他の日本語吹き替え：森章二／鳳芳野／永井寛孝／定岡小百合／小森創介／たかお鷹／永田博丈／本田貴子／原奈津季／重松朋／杉本ゆう／蓮池龍三